# Giacomo Cantelmo
Giacomo Cantelmo (né le 13 juin 1645 à Naples, alors capitale du royaume de Naples et mort le 11 décembre 1702 dans la même ville) est un cardinal italien du XVIIe siècle et du début du XVIIIe siècle.

## Biographie
Giacomo Cantelmo exerce diverses fonctions au sein de la Curie romaine. Inquisiteur de Malte du 27 mai 1678 au 30 avril 1683, il est nommé archevêque titulaire de Césarée-en-Cappadoce (de) en 1683 et est consacré par Carlo Pio di Savoia avec comme co-consécrateurs Giuseppe Bologna (en) et Giuseppe Gaetani d'Aragona (it). Il est envoyé comme nonce apostolique dans la république de Venise, puis en Suisse de 1685 à 1687 et comme nonce extraordinaire en Pologne en 1686 et en Autriche (en) en 1688. À partir de 1689, il est secrétaire de la Congrégation pour les évêques.
Le pape Alexandre VIII le crée cardinal lors du consistoire du 13 février 1690. Il participe au conclave de 1691, lors duquel Innocent XII est élu pape et à celui de 1700 (Clément XI).